# Sven Peter Viridén
Sven Peter Viridén, född 16 november 1756 i Väversunda socken, Östergötlands län, död 5 december 1830 i Svinstads socken, Östergötlands län, var en svensk kyrkoherde i Svinstads pastorat och kontraktsprost i Bankekinds kontrakt.

## Biografi
Sven Peter Viridén föddes 16 november 1756 i Väversunda socken. Han var son till komministern Claes Wiridén. Viridén blev höstterminen 1776 student vid Lunds universitet, Lund och prästvigdes 30 mars 1783 till huspredikant på Ryds herrgård i Sankt Lars socken. Han blev 1787 vice pastor i Svinstads församling, Svinstads pastorat och tog pastoralexamen 25 september 1788. Viridén blev 28 oktober 1788 kyrkoherde i Svinstads församling, Svinstads pastorat, tillträde 1789 och kontraktsprost i Bankekinds kontrakt 20 december 1800. Han avled 5 december 1830 i Svinstads socken.

### Familj
Viridén gifte sig 20 maj 1790 med Ulrica Lovisa Brauner (1767–1822). Hon var dotter till kyrkoherden i Skällviks socken. De fick tillsammans barnen Claës Christer, Elisabeth Sophia, Hedda Juliana (1794–1872), Christina Ulrica (1796–1878), Sven Fredrik, Maria Beata (1804–1879) och Gustava Carolina (1806–1879).